# Sichem (Person)
Sichem (hebräisch שְׁכֶם Schechem) ist der Name des in der Tora des Tanach bzw. im Alten Testament erwähnten Sohnes des Hiwiters Hamor.

## Die Erzählung in der Bibel
Jakob, einer der Erzväter der Israeliten, kommt auf seinem Weg nach Kanaan in die kleine Stadt Sichem und kauft ein Stück Land von den Söhnen Hamors, um dort mit seiner Familie zu lagern (Gen 33,18–20 ). Hamors Sohn Sichem fällt Dina auf, die Tochter von Jakob und Lea. Zunächst vergewaltigt er sie, doch dann verliebt er sich in sie. Er bittet seinen Vater, eine Heirat zu arrangieren. Hamor bespricht dieses Anliegen mit Jakob und seinen Söhnen. Diese nennen als Bedingung für eine Einwilligung, dass alle Männer der Stadt beschnitten werden müssten, was Hamor nach Rücksprache mit den führenden Männern der Stadt zusagt. Drei Tage nach der Beschneidung, als die Männer noch an dem dadurch hervorgerufenen Wundfieber litten, überfallen Simeon und Levi, Jakobs zweit- und drittälteste Söhne, die Stadt, plündern sie und töten alle Männer der Stadt, um die Entehrung ihrer Schwester zu rächen (Gen 34 ). 

## Exegetische Anmerkungen
Die Erzählung thematisiert das Scheitern der Koexistenz der Israeliten mit den Kanaanäern. Der Personenname Sichem steht hier wahrscheinlich stellvertretend für die ganze Bevölkerung der gleichnamigen Stadt.